# ガールズバー
ガールズバー（和製英語：girl's bar）とは、バーテンダーが女性中心のショットバーである。
風俗営業ではなく飲食店に分類され、それに準じた営業時間となる。深夜営業の際は店員は18歳以上である。カウンター席に着席する客と相対する形で、カウンター内にいる女性バーテンダーが接客する。風営法で規制されるキャバクラのようにスタッフが隣に座ったり、タバコの火を点けてくれるなどの接客サービスは、一般の飲食店と同様に行わない。

## 歴史
20世紀から営業しているバーが徐々にサービスを転換させていたり、サービス内容についての発祥は諸説あるが、2004年3月に東京都八王子市に開店した「girls bar Mcorols（ガールズバーエムカラーズ）」が現在のガールズバーの発祥である。同店の女性オーナー加藤美咲が考案したガールズバーgirls barの名称と、風俗営業許可を必要としない形態や営業システムの仕組みは、業界の革命となり瞬く間に全国へと広がりを見せた。。「Mcorols」は当時珍しい10代〜20代の女性のみで運営され、それまで無かった新しいジャンルを開拓し営業システムを作った。ゲストはキャバクラのような時間制と指名制から解放され、キャストはノルマ罰則無しに加えてカウンター越しに身を守られた。さらに店側は人件費を抑えられるトリプルwinの新しい仕組みが話題となり、リピーター客と全国からの同業視察でたちまち行列店となった。
ライターの大脇克浩によると、2002年に上野にオープンしたカウンターパブ「サーカス」では、カウンター越しに女性が接客するサービスが提供されており、少なくともその時期にはすでに同種の業態は存在したことになるが、ガールズバーという名称は使用されていなかった。評論家の荻上チキは、2003年頃から人気になったと述べている。
『フードリンクニュース』によれば、店舗数が急速に増加したのが2006年夏である。2006年頃には大阪をはじめ、東京や名古屋などの大都市圏の繁華街に多く出店がみられるようになり、2011年時点では全国広範囲に広がっている。

## ガールズ居酒屋
ガールズバーとほぼ同時期に、ガールズ居酒屋という形態の店舗が誕生している。大脇克浩は、2009年8月の時点で「かれこれ4年ほど前に誕生し、……」と述べているため、これを信じるならば2005年頃が発祥となる。フードプランナーの曽我和弘も、ガールズ居酒屋のルーツらしき店舗が2005年にあったと述べている。
これは居酒屋のホール担当をすべて女性店員としたものであり、店舗のコンセプトによっては露出度の高い衣装を着たり、客との会話などの接客、店によっては女性店員によるライブやダンスなどのパフォーマンスが行われる。大衆居酒屋よりも料金は割高となっている。
違法な風俗営業ではない店舗では、22時から翌5時を除いて18歳未満の女子も雇用可能であり、勤務しているケースも少なくない。

## 営業内容

### 店舗毎の特色
- カジノバー風 - カジノテーブルを設け、店員や客同士でゲームができる。
- クラブ風 - ミラーボールやDJ用機器を備える。
- 和風 - 和風の内装で、女性バーテンダーも和服姿で接客する[8]。
- メイド喫茶のバータイプ・コスプレバー[9][5] - メイド服や女子高生風、アニメキャラクターなどのコスプレ衣装、萌え系サービス、萌え系メニューなど、おたく文化との融合がみられるもの。
- スポーツバー[10]のコンセプトとの融合 - 店員がサッカーや野球などのユニフォームなどのスポーツウェアを着用したり、スポーツ中継を大画面で放映する。スタジアム付近などの店舗で、特定のスポーツチーム（地元のプロ野球チームやサッカーチームなど）の応援をアピールし、そのファンを客層とする[11]。
- 居酒屋・スナック風[10] - ローカウンターでアットホームな雰囲気を売りとする。
- セクシー系コンセプト - パンチラや水着などのセクシーな衣装、セクシー系サービス。

### 料金体系
チャージ
テーブルチャージ（席料）が時間単位の店舗や、タイムチャージのない店舗など様々である。女性客に対しては男性より割安（または無料）という店もある。「お通し代」としておつまみを出して徴収する店舗もある。1時間約3,000円程度で飲み放題という店舗もある。
ドリンク、フード
500〜1,500円程度。シャンパンやワイン（ボトル）になると、5,000〜500,000円程度と幅広い。
ウィスキーや焼酎など特定の酒の飲み放題、カラオケ無料などスナックのような業態の店舗もある。
サービス料
「サービス料」として、合計金額の10〜20%程度を割増して徴収する店舗もある。
消費税
通常は内税方式だが、価格表示を内税方式とせずに、別途消費税を徴収する店舗もある。
手数料
クレジットカードでの支払いの場合は、手数料として10〜15%程度割増しして徴収する店舗もある。ただしクレジット会社の規定で、カードの利用に際し手数料相当額を徴収する行為は本来禁止されており、発覚した場合はカード会社による指導・処分の対象となり得る。
その他
コスプレなど店員の衣装が凝っていたり、店員の露出度が高かったりする店舗ほど、料金は高めである。
特定の店員を指名できる「指名」「ノミネート」などのシステムのある店舗もある。ただし「指名」は接待行為店と認識されるため、風営許可を取っていないお店の場合摘発されることがある。

## 法令関係

### 風営法との関係
ガールズバーが2006年夏から急速に普及した背景には、風俗営業等の規制及び業務の適正化等に関する法律（風営法）と各自治体の条例によるキャバクラなどへの規制強化の動きがある。
風俗営業許可店である高級クラブやキャバクラ（いずれも風営法上の1号営業）は、午前0時以降日の出までの深夜時間帯は合法的に営業を行うことはできない。実態としては終夜営業が行われる事もあったが、2005年前後の規制強化以降はそれも難しくなってきていた。一方、
飲食店として「深夜酒類提供飲食店営業」として届け出た場合は終夜営業が可能であるため、ガールズバーの多くは深夜酒類提供飲食店として営業しており、キャバクラからの業態変更も起きている。また、ガールズバーではキャバクラと違ってキャッチによる客の呼び込みが規制されておらず、実際に繁華街や駅前などで客引きが行われていることがある。
このようにガールズバーは風俗営業許可店ではないことから、高級クラブやキャバクラのように「歓楽的雰囲気をかもし出す方法により客をもてなすこと」すなわち法令上の「接待」行為は認められていない。ただし地域や店舗によってはテーブル席の客の傍に着席して接客したり、客とカラオケでデュエットするなど法令上グレー（脱法的）な営業を行う店舗もある。なお、近年はガールズバー人気の上昇に伴い、1号営業の許認可を取っていても「ガールズバー」名目で営業する店も現れており、その場合は違法ではないが、代わりにキャバクラ同様の営業時間の制約を受ける。

### 違法店舗の摘発
こうした実態を受けて、2008年10月には風俗営業の許可を取らずに接待行為を行ったとして、警視庁は東京都新宿区歌舞伎町のガールズバーを摘発した。その後も歌舞伎町や大阪市中央区宗右衛門町の店舗などが、接待行為を理由に摘発されている。
兵庫県神戸市では、18歳未満の少女を年齢を知りつつ、ガールズバーで22時以降の深夜に勤務させたとして、公用車の運転手をしていた神戸市職員が逮捕された事例がある。
また、店員にパンチラのある衣装を着せたり、客に体を触らせたりするようなセクシーパブ寄りのサービスを目玉にしている店舗も「ガールズバー」と称して営業していることがある。
前述のガールズ居酒屋でも、18歳未満を深夜に働かせたことや、16歳の少女を下着・ビキニ姿で就業させたことを問題視され、労働基準法違反で店舗が摘発されるという事例がある。
そのほか、大阪ミナミなどで「ぼったくり」営業を行うガールズバーが複数存在し、支払いを拒否した客に対して暴力を用いて支払いを強いるなどの事件が多発しており、2018年には大阪府警察が半グレグループが経営する店舗経営者ら多数を逮捕している。